# 蒙巴頓伯爵夫人埃德溫娜·蒙巴頓
緬甸的蒙巴頓伯爵夫人埃德溫娜·辛西雅·安妮特·蒙巴顿（英語：Edwina Cynthia Annette Mountbatten, Countess Mountbatten of Burma，1900年11月28日—1960年2月21日）是英国名媛和末任印度总督夫人。她丈夫是英国王室的近親路易·蒙巴頓。
1922年，她和蒙巴顿在威斯敏斯特圣玛格丽特教堂举行婚礼，宾客包括玛丽王后、亞歷山德拉太后及威尔士亲王爱德华。
第二次世界大戰期間，她跟随丈夫留守在英国并为英国红十字会和聖約翰救護機構籌款并把兩名女儿送到美国纽约。
1947年至1948年期间，在蒙巴顿担任印度总督期间，埃德溫娜和印度总理贾瓦哈拉尔·尼赫鲁发展了亲密关系。她的幼女帕梅拉在2012年自傳中承认了母亲和尼赫鲁的关系。